# Blanka Vikusová
Blanka Vikusová (28. května 1925 Horní Mokropsy – 23. srpna 2011) byla česká herečka. V mládí žila na Jílovišti.

## Život
Po absolvování Pražské konzervatoře nastoupila nejprve v jihlavském Horáckém divadle a v roce 1949 spoluzakládala pražské Divadlo S. K. Neumanna, dnes Divadlo pod Palmovkou. Herecky zde vystupovala v dílech české a světové klasiky.
Jde o bývalou manželku herce a režiséra Stanislava Remundy a babičku režiséra Filipa Remundy.

## Herecká filmografie
- 1994 Saturnin
- 1990 Přísahám a slibuji (TV seriál)
- 1987 Ohňostroj v Aspern (TV film)
- 1979 Dnes v jednom domě (TV seriál)
- 1979 Poslední koncert (TV film)
- 1975 Chalupáři (TV seriál)
- 1974 Princ Chocholouš (TV film)
- 1972 Dvě věci pro život
- 1967 Změny a proměny
- 1958 Aby nebyli sami